# 吉姆·柯林斯
詹姆士·C·吉姆·柯林斯（英語：James C. Jim Collins，1958年1月25日—），美国管理学家。
1980年獲得史丹佛大學數學科學學士學位，隨後即進入麥肯錫公司三藩市辦事處工作了 18 個月，再回到斯坦福大學，並於1983 年從斯坦福大學商學院獲得MBA 學位。
畢業後，柯林斯在惠普公司擔任了 18 個月的產品經理就離職了。
1988 年，柯林斯在斯坦福大學商學院開始了他的研究和教學生涯，並於 1992 年獲得了傑出教學獎。
1992 年，他與 William C. Lazier 共同出版了他的第一本書《超越企業家精神：將您的企業轉變為一家經久不衰的偉大公司》。(Beyond Entrepreneurship: Turning Your Business into an Enduring Great Company)
1994 年，他與 Jerry Porras合著了他的第一本暢銷書《基業長青》。(Built To Last)

## 学术成就
- “第五级领导”理论

## 主要著作
- 1992年：《超越企業家精神：將您的企業轉變為經久不衰的偉大公司》，(Beyond Entrepreneurship: Turning Your Business into an Enduring Great Company)，James C. Collins 和 William C. Lazier 合著。
- 1994年：《基业长青-企業永續經營的準則》（Built to Last: Successful Habits of Visionary Companies），James C. Collins 和 Jerry Porras 合著。
- 2001年：《从A到A+》
- 2005年：《從A到A+的社會》(Good to Great and the Social Sectors)
- 2009年：《為什麼A+巨人也會倒下：企業為何走向衰敗，又該如何反敗為勝》(How the Mighty Fall: And Why Some Companies Never Give In)
- 2011年：《十倍勝，絕不單靠運氣：如何在不確定、動盪不安環境中，依舊表現卓越》(Great By Choice)，James C. Collins 和 Morten T. Hansen 合著。
- 2019年：《飛輪效應：A+企管大師7步驟打造成功飛輪，帶你從優秀邁向卓越》(Turning the Flywheel: A Monograph to Accompany Good to Great)
- 2020年：BE 2.0 (Beyond Entrepreneurship 2.0): Turning Your Business into an Enduring Great Company)，James C. Collins 和 William C. Lazier 合著。

## 外部連結
- 官方网站